# Giorgio Amato
Giorgio Amato (Milano, 24 novembre 1969) è un regista, scrittore e sceneggiatore italiano.

## Biografia
Nato a Milano ma cresciuto a Porto Torres, dopo la laurea in sociologia lavora come autore televisivo e teatrale. Nel 2010 scrive e dirige il suo primo film per il cinema, Circuito chiuso, distribuito nel 2012, al quale seguono un altro thriller, The Stalker (2014) e poi le commedie Il ministro (2016) e Oh mio Dio! (2017)  e Lo sposo indeciso (2023).

## Filmografia

### Regista
- 100 pallottole d'Argento - programma televisivo (2012)

### Regista e sceneggiatore
- Circuito chiuso (2012)
- The Stalker (2014)[3]
- Vegan Love - cortometraggio (2015)
- Il ministro (2016)
- Oh mio Dio! (2017)
- Il polo opposto - cortometraggio (2018)
- Lo sposo indeciso che non poteva o forse non voleva più uscire dal bagno (2023)

### Sceneggiatore
- Psychomentary, regia di Luna Gualano (2014)
- Made in China napoletano, regia di Simone Schettino (2017)
- Terra mia, regia di Ambrogio Crespi - documentario (2019)
- Chinovnik, regia di Vladimir Motashnev (2021)

## Pubblicazioni
- Giorgio Amato, Tutti matti, Ragusa, Libroitaliano, 1996.
- Giorgio Amato, Pedagogia critica e modello autobiografico: un recupero di Walter Benjamin, Bonanno, 2004, ISBN 9788877961693.
- Giorgio Amato, Circuito chiuso, Roma, Banda Larga, 2011, ISBN 9788873941842.